# スタンウィックス砦包囲戦
スタンウィックス砦包囲戦（スタンウィックスとりでほういせん、英: Siege of Fort Stanwix、当時はスカイラー砦とも呼ばれた）は、アメリカ独立戦争のサラトガ方面作戦初期、1777年8月2日 - 22日に起こった包囲戦である。モホーク川流域にあったスタンウィックス砦は当時大陸軍が対抗するイギリス軍と同盟インディアンに対する主要な防衛拠点だった。砦はピーター・ガンズヴォート大佐の指揮するニューヨークとマサチューセッツからの大陸軍が占めていた。これを包囲した軍勢はイギリス軍正規兵、ロイヤリスト、ヘッセン＝ハーナウからの傭兵、およびインディアンで構成され、イギリス軍のバリー・セントリージャー准将とイロコイ族インディアンの指導者ジョセフ・ブラントが指揮していた。バリー・セントリージャーの遠征部隊は、ハドソン川流域の支配を目指したジョン・バーゴイン将軍のサラトガ方面作戦における別働隊だった。
包囲戦の初期の8月6日に、ニコラス・ハーキマーの指揮するニューヨーク民兵隊がオリスカニーの戦いでイギリス軍分遣隊に止められ、砦の包囲を破る試みが潰えた。この戦闘に砦の守備隊は関わらなかったが、幾らかの兵力が出撃して無防備に近かったインディアンとロイヤリストの宿営地を襲った。このことでセントリージャーに対する支援インディアンの士気が落ちた。大陸軍のベネディクト・アーノルド将軍が指揮する援軍が近付き、アーノルドがその勢力以上の部隊を持っていると包囲するイギリス軍に信じ込ませる巧妙な策略を使ったことで、砦の包囲は破れた。これに加えて、インディアンの戦士達は包囲戦に興味がなく、その所有物が無くなったことによる動揺もあって、インディアンの支援を失ったセントリージャーは包囲を諦めて撤退した。
セントリージャーが目指していたオールバニへの進軍ができなくなったことで、バーゴインの本隊は孤立し、後の1777年10月のサラトガの戦い後に降伏することに繋がっていった。セントリージャー隊は9月下旬にタイコンデロガ砦に到着したが、そのときは既にバーゴイン本隊を救援するには遅すぎた。

## 背景
スタンウィックス砦はオナイダ運搬所と呼ばれる戦略的に重要な陸路搬送地点にあった。ハドソン川に注ぐモホーク川とオンタリオ湖に注ぐオナイダ湖の間、現在ではニューヨーク州ロームの位置である。イギリス軍がフレンチ・インディアン戦争の1758年に地域で唯一乾燥した立地に建設し、その後は荒廃するに任されていた。アメリカ独立戦争が1776年にニューヨークとケベック植民地の間にあるフロンティアにまで広がったとき、この場所は再び戦略的に重要な地点になった。
イギリス本国の植民地担当大臣ジョージ・ジャーメインとジョン・バーゴイン将軍がハドソン川流域の支配を目指す作戦を立て、その中に国王ジョージ3世が「モホーク川への別働隊」と表現した遠征も含めていた。1777年3月、ジャーメインは、バリー・セントリージャー中佐にその遠征隊の指揮を執らせる命令を出した。セントリージャーはフレンチ・インディアン戦争にも従軍したフロンティアの経験がある軍人だった。

## 両軍の集結
1777年4月、大陸軍のフィリップ・スカイラー少将が、ピーター・ガンズヴォート大佐の指揮下にあるニューヨーク第3連隊に、ケベックからのイギリス軍とインディアンによる侵略に対して、守備隊として砦に入り、その修復を行うよう命令を出した。ガンズヴォートの部隊は5月に砦に入り、即座に防御工作を始めた。このとき砦を公式に「スカイラー砦」と名付けたが、元のスタンウィックス砦という名前で広く認識されていた。友好的なオナイダ族インディアンから、イギリス軍がモホーク川流域への侵攻を計画しているという情報が入り、そのことが7月半ばまでに確認されて、工事の進行に拍車が掛けられた。7月初旬、ガンズヴォートは状況をスカイラーに報告し、物資や弾薬が不足していることを伝えていた。スカイラーは7月8日に補給物資を砦に送るよう命令した。

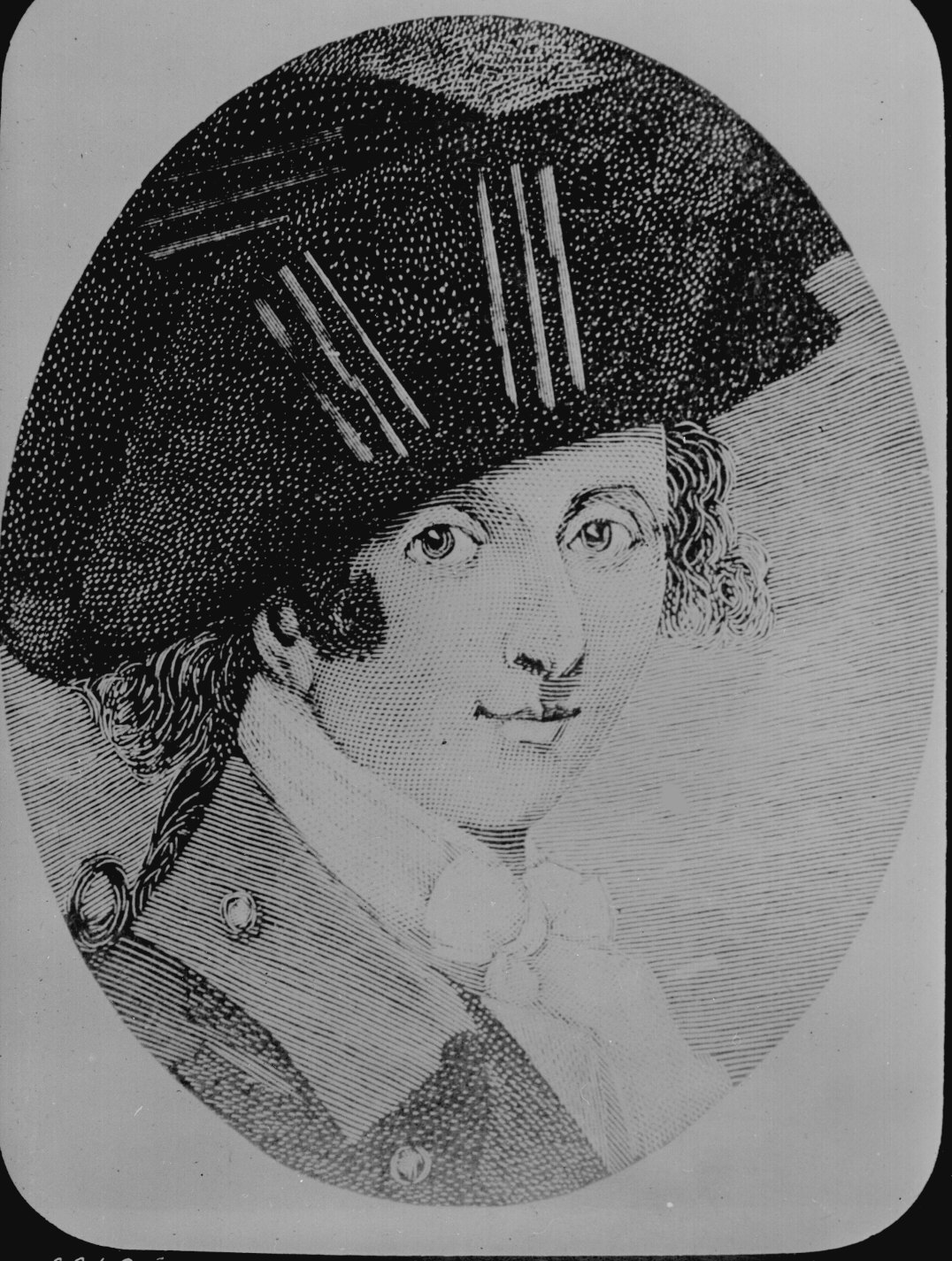
バリー・セントリージャー、18世紀の版画

バリー・セントリージャーはこの遠征のために准将に名誉昇進しており、イギリス正規軍の第8、および第34歩兵連隊、多くの砲兵隊員、ヘッセ＝ハナーウの猟兵80名、ニューヨーク王室連隊のロイヤリスト350名、バトラーズ・レンジャーズの1個中隊、および約100名のカナダ人労働者を集めた。大砲は6ポンド砲2門、3ポンド砲3門、および小さな迫撃砲4門だった。6月23日にモントリオール近くのラシーンを出発するときに得ていた情報は、砦に約60名の守備隊が居るだけであり、セントリージャーはこれだけの部隊であれば、荒廃した砦を落とすのに適当だと考えた。
セントリージャーは、砦の守備隊から捕まえた捕虜がセントローレンス川に連れてこられたときに、大陸軍がスタンウィックス砦を占領したことを知った。さらにその捕虜から、砦が修復され、「600名以上の守備隊がおり、...イギリス軍が来ることを予測しており、その勢力と経路も知っている」ことを聞いた。遠征隊に同行していたインディアン代理人ダニエル・クラウスがセントリージャーに、オスウェゴに行って1隊のインディアンを徴兵することを勧めた。7月14日にはオスウェゴに到着し、ジョセフ・ブラントと800人のインディアンが遠征隊に加わった。これは主にモホーク族とセネカ族の者達だったが、イロコイ連邦の他の部族の者や五大湖地方のインディアンも入っていた。イロコイ連邦のうち、オナイダ族とタスカローラ族はこのときも中立を宣言しており、加わらなかった。
オスウェゴを出発した後で、セントリージャーのもとに砦に多くの物資が運び込まれつつあるという情報が入った。セントリージャーは即座にブラントと200名のインディアンおよび30名の正規兵を派遣し、その物資を横取りして砦の包囲を始めるよう命じた。ブラントの部隊は8月2日に砦に到着したが既に遅かった。マサチューセッツ第9連隊の200名が護衛する輜重隊が既に到着し、荷を卸していた。ブラント隊は輜重隊の船の船長を捕まえることができた。マサチューセッツ連隊の兵士は砦に留まった。セントリージャーの主力部隊が翌日到着した。ただし、大砲が到着するにはさらに数日を要した。

## 包囲の開始
セントリージャーは先ず砦の前で戦いの衣装に身を包んだインディアンを含め示威行進を行うことで、砦の守備隊を怖がらせようとした。これが失敗すると、バーゴイン将軍が書いた宣言書を持たせた使節を派遣した。ガンズヴォートは回答を拒否した。セントリージャーは続いて包囲戦の準備を始め、正規兵と砲兵は砦の北にある小高い位置を陣取らせ、インディアンとロイヤリストの大半はその南に着かせた。モホーク川沿いにはインディアンに哨戒線を張らせた。

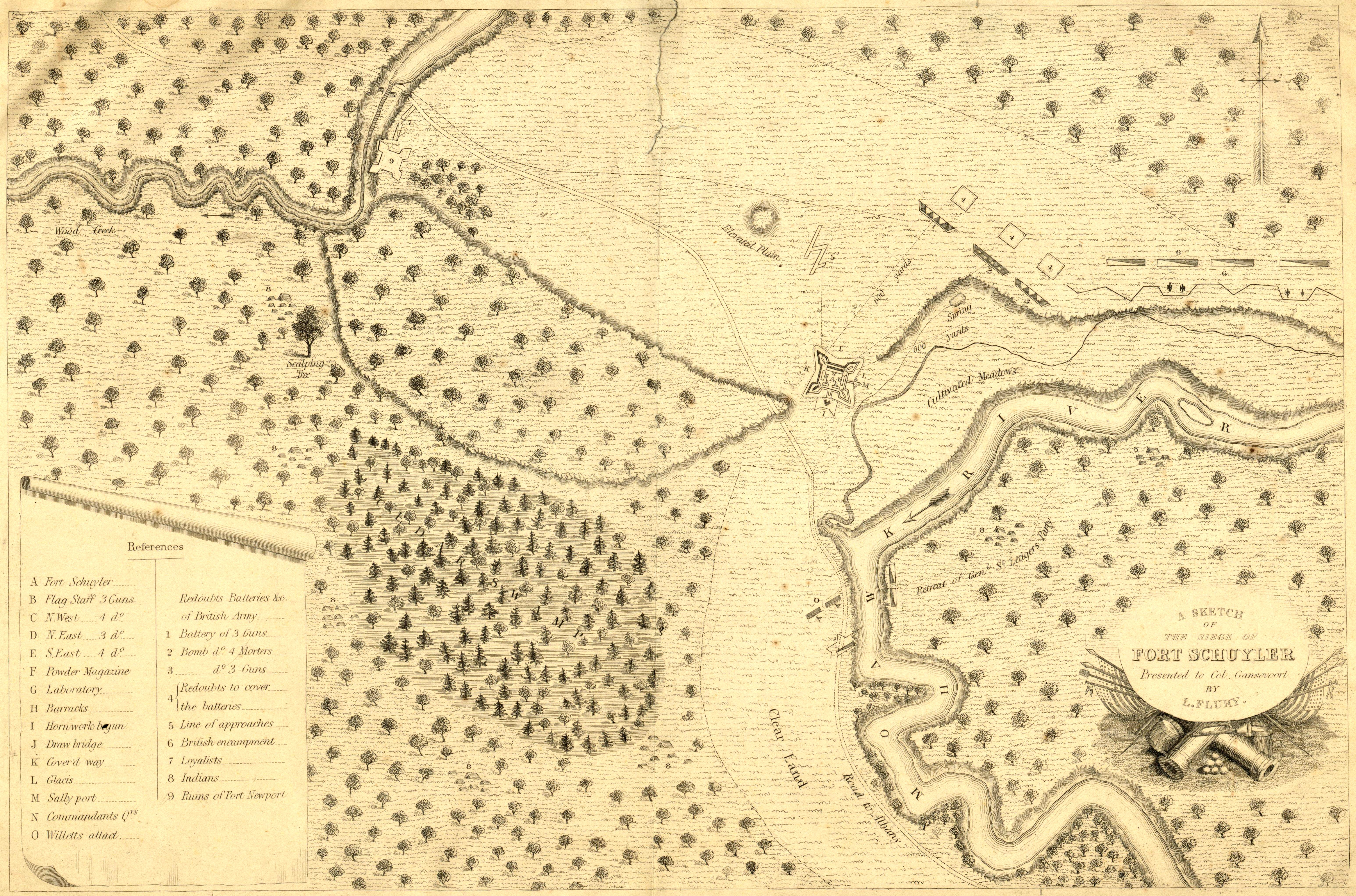
1777の地図、包囲する部隊配置を示す。砦は中央やや右

セントリージャーの砲兵隊は、タイコンデロガ砦陥落後にバーゴイン本隊に仕掛けられてその歩みを遅らせた戦術にあって難渋していた。ガンズヴォートとその部隊はイギリス軍が来る森の道に体系的に木を切り倒しておいた。セントリージャー隊は大砲を進めるために道を切り払って進む必要があった。この作業のために部隊の250名が動員され、実際に砦を取り囲んだのはインディアンが大半になった。
8月5日、セントリージャーはジョセフ・ブラントの姉モリーから、大陸軍の援軍がモホーク川を遡って来ているという情報を得た。

## オリスカニー
ニューヨーク植民地のトライアン郡安全委員会は、7月30日にセントリージャー隊の動きについて情報を取得し、応援部隊の結成に取り掛かった。8月4日、トライアン郡の約800名がデイトン砦（現在のニューヨーク州ハーキマー近く）に集結した。指揮官は委員会議長のニコラス・ハーキマーだった。翌日遅く、この部隊はスタンウィックス砦から10マイル (16 km) にまで到着した。これを知ったセントリージャーは、ジョンソンに少数の正規兵とレンジャーズ、さらにはブラントとインディアンの大半を付けて、ハーキマー隊の進行を阻止するために派遣した。この部隊が待ち伏せを行ったオリスカニー・クリーク近くでの戦いでは、両軍共にかなりの損失を出し、ハーキマーはその足に重傷を負った。大陸軍はセントリージャーの分遣隊を後退させたが、ハーキマー隊は損失が大きかったためにデイトン砦までの後退を強いられた。ハーキマーはこの時の傷がもとで死んだ。この戦闘の間にセントリージャーにとっては別の損害も受けた。ガンズヴォートの守備隊は敵のかなりの勢力が不在になったときに付け込んで出撃した。ガンズヴォートの副司令官マリナス・ウィレットが250名の兵士を率いて出て、ほとんど空になっていたインディアンの宿営地を襲撃し、ジョン・ジョンソンの命令簿、遠征の作戦書、ガンズヴォートの許婚者からイギリス軍が奪っていた手紙を含め、「荷車数両の戦利品」を略奪した。この部隊が荷車一杯の物資を回収したという話はおそらく真実ではない。これはマリナス・ウィレットが後半生で書いた回想記によるものであり、出撃当時の証言ではない。ウィレットの初期の日誌には荷車の記述が無い。

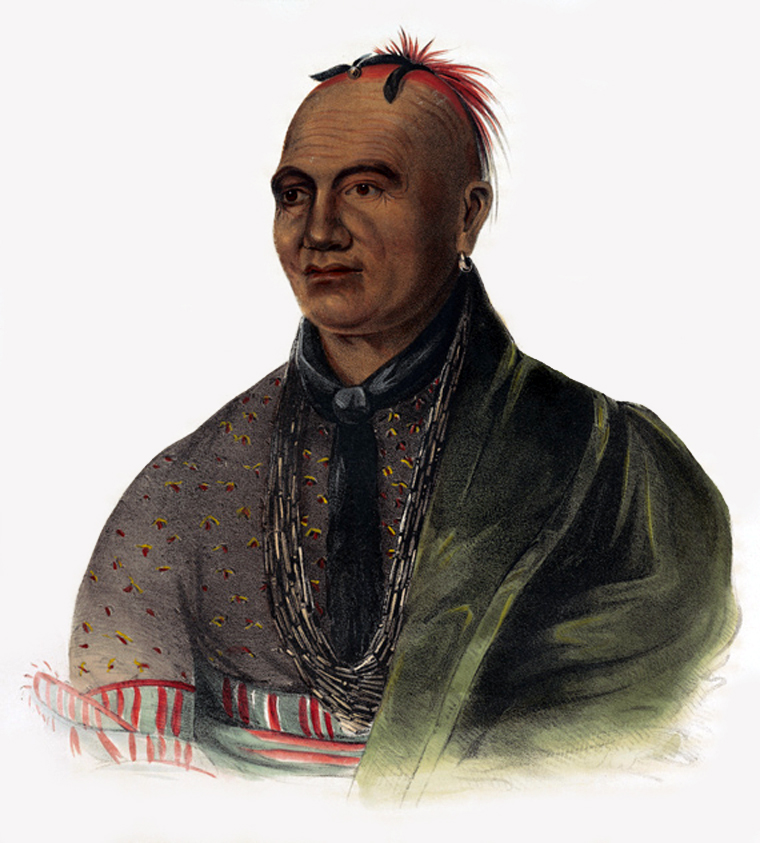
ジョセフ・ブラント、19世紀に描かれた肖像画

イギリス軍分遣隊がオリスカニーから戻ると、インディアンの所持品や寝るときの毛布までその宿営地から多くのものがなくなっていた。オリスカニーの戦いではインディアン戦士が多く倒れていたこともあって、このことはインディアンをひどく動揺させた。彼らはそれまでほとんど戦っていなかった白人が、これからの戦闘の大半を行うことになるとも告げられていた。このようにインディアンとセントリージャーの間の信頼関係に裂け目が生じたことで、最終的に包囲戦を失敗させることになった。
セントリージャーはオリスカニーでの勝利をネタに再度砦の降伏を要求したが、ガンズヴォートはこれも拒否した。翌日、セントリージャーは3度目の降伏を要求する使者を送ったが、これにはオールバニにバーゴイン軍がいることと、インディアンには砦の虐殺を許可し、守備隊の出身であるモホーク川流域の町を破壊する許可も与えたという虚偽の情報も伝えていた。砦のウィレット中佐は「貴方はその制服からイギリス軍士官である。よって貴方がもたらした伝言はイギリス軍士官の評判を落とすものであり、イギリス軍士官が持っている評判に決して値するものではないと告げさせていただきたい」と雄弁に応えた。
イギリス軍の使節が提案した3日間の休戦を生かしたガンズヴォートは、火薬が不足してきていたので、8月10日にスカイラーのもとにウィレットを派遣して現状を説明させることにした。ウィレットはイギリス軍の前線を抜けてモホーク川を下り、ベネディクト・アーノルド少将が指揮する救援部隊に落ち合った。

## 砦の解放

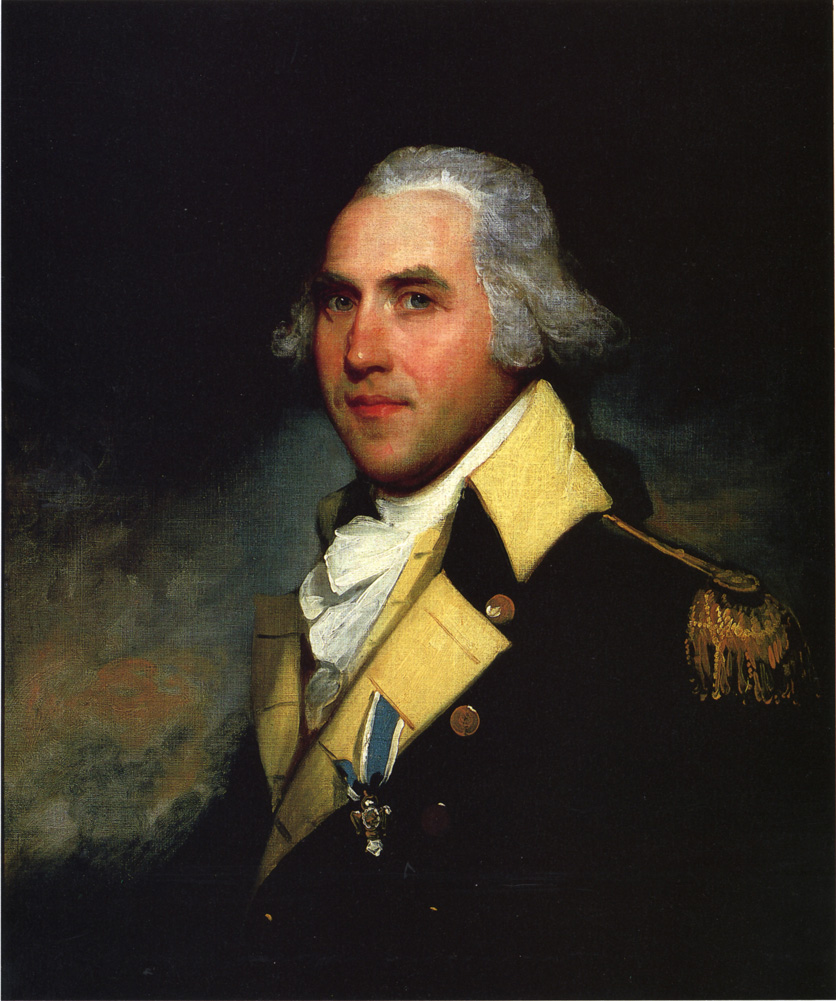
ピーター・ガンズヴォート、ギルバート・ステュアートによる油彩

スカイラーは8月8日のオリスカニーの戦いについて報告を受けており、翌日エベネザー・ラーニドのマサチューセッツ第4連隊を砦の救援のために派遣していた。8月12日、ウィレットの到着前のことだったが、スカイラーは作戦会議を招集し、すでにハドソン川に到着したバーゴイン本隊とセントリージャー隊双方の脅威に対処する方法を協議した。タイコンデロガ砦からアーサー・セントクレア将軍の部隊が撤退したことをスタンウィックス砦でも繰り返すようになることを怖れ、作戦会議ではほぼ全会一致でスタンウィックス砦の解放部隊派遣を止めた。スカイラーはこの決定に反対であり、救援部隊派遣に固執していたので、アーノルドがその部隊を率いて行くことを申し出た。このスカイラーの行動に加えて、ピークスキルを本拠にするイズラエル・パットナム少将が8月14日に2個連隊（カナダ第1連隊とニューヨーク第2連隊）を派遣した。この部隊は既にモホーク川流域を守備任務地としていた。これら2つの部隊は包囲戦が終わったときにはまだ行程半ばであり、その報せを受けて戻った。
アーノルド、ウィレットと700名の大陸軍は8月20日までにデイトン砦に到着した。アーノルドはここで部隊を大きくしたいと考え、トライアン郡の者達に再度セントリージャー隊に対抗することに関心を引こうとしたが、100名ばかりを徴兵できただけだった。その後、友好的なオナイダ族やタスカローラ族を説得して隊に加わらせるか、スカイラーに別の1,000名を要請してそれが容れられるかを期待して、待機することに決めた 。しかし、包囲戦が重要な局面に来ており行動が必要だという報せが届いた。セントリージャーはその大砲が長射程では砦の壁に対して無効であることが分かり、より砦に近い陣地を構築するために塹壕掘りを始めさせていた。ガンズヴォートは、包囲陣の塹壕が砦の稜堡の1つに攻撃できるほど近付いてきたと知らせてきた。

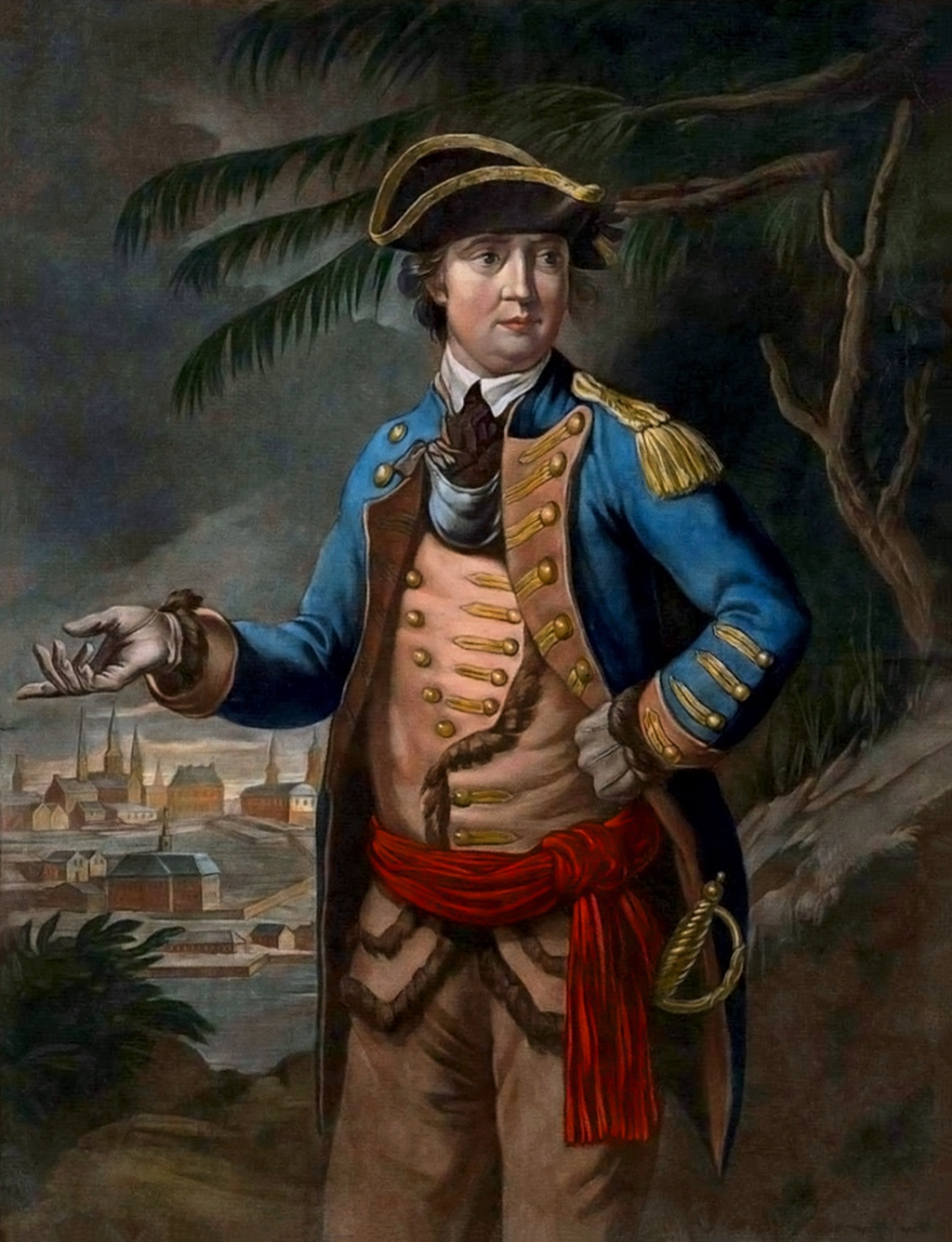
ベネディクト・アーノルド、1776年のメゾチント

アーノルドは自部隊の勢力に不満であったので、イギリス軍宿営地に問題を起こす策略を講じた。デイトン砦にいうるちに多くのロイヤリストを逮捕しており、その中にはホン・ヨスト・スカイラーも含まれていた。ホン・ヨスト・スカイラーはニューヨーク王室連隊の隊員であり、スタンウィックス砦を攻撃しているモホーク族インディアンの中で育った者だった。アーノルドは彼を説得して、「ダーク・イーグル」の指揮する大勢のアメリカ兵がセントリージャーの宿営地に向かっているという噂を広めさせた。ホン・ヨストの行動はやはり捕虜の中にいたその兄弟を人質にすることで保障された。
アーノルドの計略は幾らかの成功を収めたと考えられている。セントリージャーは8月21日に「アーノルドが3,000名を率いて急速かつ強行軍で近付きつつある」と報告した。この日アーノルドはまだデイトン砦を発してはいなかった。セントリージャーが作戦会議を開いた時、既に約200名のインディアンが宿営地を後にしており、作戦会議に出てきたインディアンも包囲戦と彼らの持ち物が無くなったことに不満であり、包囲戦を止めなければ引き上げると脅した。8月22日、セントリージャーは宿営地を畳み、オンタリオ湖方面へ引き返し始めた。後にはかなりの量の装備が残された。セントリージャー隊の多くの者が脱走するか、砦の守備隊に捕獲された。その中にはホン・ヨスト・スカイラーも含まれていた。

## 戦いの後
アーノルド隊は友好的インディアンの到着で補強され、8月23日にスタンウィックス砦まで約10マイル (16 km) の所まで進んでいた。そこでガンズヴォートからの伝令がセントリージャー隊の出発を知らせに来た。これに力を得たアーノルド隊はその日の夜に砦に到着した。翌日早く、アーノルドは500名の部隊を派遣してセントリージャー隊を追撃させた。セントリージャー隊は以前は支援を受けていた同盟インディアンから嘲りや嫌がらせも受けていた。アーノルド隊の前衛が激しい雨の中をオナイダ湖岸に到着した時、セントリージャー隊の最後の船が岸を離れるときだった。アーノルドは砦とモホーク川沿いの小さな基地に守備隊を残し、1,200名の部隊を率いて大陸軍主力と合流するために急いで引き返した。
セントリージャーはオナイダ湖にある時に、インディアンの伝令からアーノルド隊の真の勢力を知らされた。8月27日、オスウェゴからバーゴインに宛ててシャンプレーン湖を経て本隊に合流するつもりであることを伝えた。セントリージャー隊は9月29日にタイコンデロガ砦に到着したが、このときは既にバーゴイン軍を救援するには遅すぎた。
バーゴインはその作戦が失敗した原因について、セントリージャーがモホーク川を抜けることに失敗したこと、およびロイヤリストからの支援が無かったことに一部を帰させていた。バーゴインはアップステート・ニューヨークで所を得たロイヤリストの蜂起があれば大陸軍の資源を分散させ、自軍あるいはセントリージャー隊のどちらかの進軍が成功するだろうと考えていた。またセントリージャー隊がタイコンデロガ砦に到着すれば、自軍の退却を支援してくれるとも期待していた。しかしセントリージャー隊がタイコンデロガ砦に到着したときは既に、自軍が包囲されており、ベミス高地の戦い（第二次サラトガの戦い）後に降伏することになった。バーゴインは降伏後の分析で、ウィリアム・ハウ将軍がバーゴイン軍を支援できなかったことで、ジョージ・ワシントン将軍がニューヨーク市周辺の地域からその資源を回すことを可能にし、スタンウィックス砦の救援とサラトガへの援軍双方を可能にしたと記している。
スタンウィックス砦自体はこの包囲戦後ほとんど戦闘が無かった。1779年春、大陸軍はこの砦を出発点として、オノンダガ・キャッスルを破壊した。1780年、砦守備隊はジョセフ・ブラントの指揮するインディアン大部隊の攻撃を受けた。この戦闘は十分に防御を施した砦と、武装が粗末なロイヤリスト・インディアンの間で3日間のこう着状態になった。また戦争全体を通じてモホーク川流域を移動するロイヤリスト襲撃隊の標的になり続けた。最終的に1781年春、洪水と火事で砦の大半が破壊され、大陸軍は砦を放棄した。

## 遺産
スタンウィックス砦は19世紀に破壊された。その跡地は1935年にアメリカ合衆国国定記念物に指定された。1961年にはアメリカ合衆国国定歴史建造物に、1966年にはアメリカ合衆国国家歴史登録財に指定された。1970年代にアメリカ合衆国国立公園局によって砦が再建された。

## 関連図書
- Campbell, William W (1880), Annals of Tryon County, Or, The Border Warfare of New York, During the Revolution: Or, The Border Warfare of New York During the Revolution, Cherry Valley Gazette Print, OCLC 7353443
- Johnson, John; Stone,William Leete; De Peyster, John Watts; Myers, Theodorus Bailey (1882), Orderly book of Sir John Johnson during the Oriskany Campaign, 1776-1777, Albany: J. Munsell's Sons, OCLC 2100358